# Золотой Берег (шведская колония)
Шве́дский Золото́й Бе́рег (также Кабо-Корсо) — шведская колония, основанная Хенриком Карлоффом в 1650 году на побережье Гвинейского залива в Африке (территория современного юга Ганы). Колония просуществовала до 1658 года и затем вновь существовала с 1660 по 1663 год, когда вся её территория была захвачена датчанами и включена в состав Датской Гвинеи. Колония состояла лишь из нескольких фортов и торговых постов, часть из которых шведы возвели в период с 1650 по 1655 год: Карлсборг, Виллиам, Батенштейн (возведён голландцами), Кристиансборг (возведён португальцами), Витсен, Аполлония.

## История
После основания в 1649 году Луи де Гиром Шведской Африканской компании в Африку в 1650 году была отправлена экспедиция под командованием Хенрика Карлоффа. Карлофф заключил договор с правителем племени футу народа аканов о продаже шведам нескольких участков земель этого народа. 22 апреля 1650 года была основана колония Шведский Золотой Берег, и Карлофф стал её первым губернатором. В 1652 году был основан форт Карлсборг.
В 1656 году Йохан Филип фон Крузенштерна был назначен новым губернатором. Это привело Карлоффа в ярость. Он оставил Кабо Корсо, вернувшись лишь 27 января 1658 года на датском каперском корабле Glückstadt. Форт Карлсборг был захвачен и стал частью колонии Датская Гвинея.
Король Швеции Карл X Густав использовал данный инцидент как одну из причин начала войны с Данией. После того как в 1660 году между сторонами был подписан мирный договор, форт в Кабо Корсо был возвращён шведской администрации. Однако затем выяснилось, что помощник Карлоффа Самуэль Шмидт уже продал колонию в апреле 1659 года Голландской Вест-Индской компании по собственной воле и исчез с золотом в Анголе.
Позже местное население начало успешное восстание против своих новых хозяев, а в декабре 1660 года правитель аканского племени эфуту снова предложил Швеции контроль над территорией. В колонию была отправлена новая экспедиция, которая привела территорию вновь под власть шведской администрации, но лишь на короткий период. Фон Крузенштерна был назначен губернатором колонии.
20 апреля 1663 года форт Карлсборг и главный форт колонии Кристиансборг снова были захвачены датчанами после долгой обороны шведским военачальником Антоном Воссом.
9 мая 1664 года территория вновь была захвачена — на этот раз Робертом Холмсом, который сделал её частью британской колонии Золотого Берега.